# اچ‌دی ۱۸۳۵۸۹
اچ‌دی ۱۸۳۵۸۹ یک ستاره است که در صورت فلکی عقاب قرار دارد.